# 蒼い世界の中心で
『蒼い世界の中心で』（あおいせかいのちゅうしんで）は、原作：アナスタシア・シェスタコワ、作画：クリムゾンによる日本の漫画作品。

## 概要
無料同人WEBマガジン『レッドロード』にて、2007年より連載開始。レッドロード・コミックスとして同人誌版が8巻まで発行されたが、その後は作者個人のサイトで公開されるようになる。また、大幅に加筆や修正を加えた「完全版」がマイクロマガジン・コミックスより刊行中。これまで下書きのような絵だったが、完全版では全ページでペン入れを行われている。ただし、回想シーンや一部のコマはそのままである。2012年3月にアニメ化が発表された。
長期間更新されないことが徐々に増え、2018年11月1日に第5部37話が掲載されてからは更新されていない。公式サイト上でリンク切れが多発している。

## ストーリー
戦乱の絶えない大陸コンシュームでは、赤き瞳のニンテルド帝国と青き瞳のセグア王国が大陸の占有率をめぐって厳しい戦争を繰り返していた。劣勢に置かれたセグア軍だったが、一人の少年の登場をきっかけに戦況が変わっていく。

## 用語
キラー
人工的に生み出された、通常の人間よりも優れた能力を持つ人種。各国で少数精鋭の部隊を作るために、天才科学者ギンボーサが開発したとされている。
生命子（ビット）
＝生命エネルギー。キラーはこれを操ることで強力な能力を発揮する。ただし、キラーでなくとも使える者もいる。目や口など感覚器官が鋭い部分のほうが生命子を集中させやすい。
ドット
キラーの体を守っている防御粒子。これによりキラーは一般人なら骨まで吹き飛ぶような一撃をくらっても耐えることができる。
吸収
キラー特有の強化法。対象の命をもらうことで、自身の力の一部とし、大幅に能力を強化することができる。ただし回数に限りがあり、平均的には2〜4人。稀に32人くらいまで吸収できるキラーもいる。相手に触れ、お互いに吸収したい、されたいという気持ちが重なると吸収される。吸収を行うことでその人物の技を容易に習得できるようなことはない。
キラーの法則
吸収する対象のことを大切に思っているほど吸収した者の力に大きく影響する法則。
CDキラー
ピシエ軍が開発した特別に強化されたキラー。外科手術のような方法で外付けすることにより、キラーでない人間でもCDキラーになれる。吸収可能な回数が非常に多く、比較的容易に強化ができる。生命子の量は通常のキラーよりも遥かに多い。生命子を扱う際の「シュイイン」という独特な音が特徴。膨大すぎる生命子を使う代償として内包されている力を発揮する際に読み込み時間のようなものが発生し、隙が生じる。
超空歩（ゼットコーディネート）
大量の生命子を使って宙に浮く技。電化製兵を飛べるようにすることもできる。
多角形障壁（ポリゴン）
多角形の物質を空間に発生させる技。使用者によって差があるが、三角形が多い。自分の周囲に発生させて身を守ることなどに使用される。
動我防御幕（アニメセル）
有り余るCDキラーの生命子をドットにつぎ込み、防御粒子の幕を力の読み込み（ローディング）時間なしで同時に複数枚展開する防御法。ピシエ軍が開発。
BDキラー
第5部から登場する新たなキラー。CDキラーのように手術のようなものでBDキラーになることができる。詳細は不明だが、施術された者は水色のオーラのようなものを纏うようになり、性格も変化してしまう。
印（バイト）
キラーの体のどこか一箇所にある印。額にあることが多く、印の数だけ吸収を行える。バイトのないキラーも存在する。CDキラーの場合はディスク状の印になり、「シュイイン」という音がしている時は実際に回転はしていないが、回転しているように見える。
戦闘スタイル
生命子を扱うことのできるキラー特有の戦闘術。カーヴァイのコピー能力、くさむらの住人の能力など、これに含まれない特殊な例も存在する。
氣動（アクション）
生命子を体の中で高めて身体能力を一時的に高めるスタイル。他のスタイルのキラーでもこれを併用していることが多い。
コマンド
アクションの派生でトーファイが確立させたスタイル。コマンドアクションとも呼ばれる。両手を使って印を結びながらエネルギーを練ることにより、生命エネルギーを体外に放つなど、アクションでは難しいことも可能にした。
放射（シューティング）
イ・ベイザーが確立させた生命エネルギーを体外に放出して戦うスタイル。基本技は人差指、中指、薬指からエネルギーを放出するショット。使用者によって性質に差があるフォースフィールドという体外にバリアを作る技も存在する。また、シューティング使いをシューターと呼ぶこともある。
練成（パズル）
生命エネルギーを他のエネルギーに組み替えて戦うスタイル。炎や雷などを発生させることができ、ファンタジー作品で言う魔法にあたる。炎を発生させるレッドスプライト、氷を発生させるブルースプライト、雷を発生させるイエロースプライトなどが存在する。
創演（ロールプレイング）
生命エネルギーで何らかの役割（ロール）を演じ（プレイ）させるスタイル。盾をものすごく硬くする、物を自在に動かすなど、使い方が難しい反面、究めれば最も恐ろしいとされる。特にミョムトとクリスタルはその強さから二大ロールプレイングと呼ばれている。
超共感（オンライン）
他のスタイルとは違い、感覚が特別に鋭い能力のことがこう呼ばれる。厳密には実際に視覚や嗅覚が上がっているのではなく、大気や植物などと感覚を共有することで遠くのものを見たり聞いたりしている。視覚、聴覚、嗅覚、触覚に影響し、味覚にはあまり影響しない。
シミュレーション
誰かに生命エネルギーを与えるスタイル。多人数の兵士を操って戦うような戦闘で真価を発揮する。
アドベンチャー
詳細不明。本編で使用されたことはない。
バグ
キラー特有の病。これにかかると数年で命を落としてしまう。以前は不治の病といわれていたが、第3部ではスロヴィアの最新技術で治療することができるようになった。この病気にかかるとバイトを中心にひび割れのような模様が発生する。基本的にバグの発生している人を吸収してもバグが感染することはないが、重度のバグの場合は例外的に感染することもある。
魔鏡マジュゴン
キラーけん制用にギンボーサが開発した禁断のツール。使用することでキラーの能力を根こそぎ吸い出し、自分の力にすることができる。この行為はデッドコピーと呼ばれ、吸収ではなく力の略奪とされている。筋肉なども奪うようで、外見もコピーされる。コンクエスト（後述）では髪の毛など、体の一部から能力を数時間だけコピーする簡易デッドコピーというものが存在する。こちらは反動で突然死する可能性があるというデメリットが存在する。
コピーガード
身に着けることでマジュゴンによるデッドコピーを無効化できる指輪。作中では4つしか作られていないようだが、時間をかければ量産できる模様。
三伝説
伝説と呼ばれるイ・ベイザー、ディゴルグ、パクノスの3人のキラー。
E3（イースリー）
ナルアー王国の近くの孤島で数年に1度、不定期開催される武術大会。優勝者には多額の賞金と賞賛が送られる。本戦は16人のトーナメントで行い、一部のシード選手以外は予選を勝ち抜かなければならない。第3部では第18回E3を舞台に話が展開される。コンシューム大陸の強者達が集うことから、コンシュームのレベルを測りに来た他大陸の人間からは「見本市」と言われていた。
家電製兵
ゾルディア帝国が開発したロボット兵。
バトルライン
『蒼い世界の中心で』を原作としたカードシミュレーションRPG。このゲームの公開に合わせて漫画では番外編『バトルライン』が掲載された。完全版では賭け事に使われているのが確認できる。以下、無印は「バトルライン」、続編である『バトルライン コンクエスト』は「コンクエスト」、これらのシリーズをまとめたものは「バトルラインシリーズ」とする。
詳細はバトルライン (コンピュータゲーム)を参照のこと。
蒼い世界の隅っこで
不定期に掲載される特別企画。内容はアンケートの結果発表やコミックスの情報など。

## 登場人物
- 担当声優は、オーディオドラマ・アニメ版同様。「完全版」に伴って一部の設定が変更されている。
- キャラクターの年齢ははっきりと明言されておらず、作者自身も非公開としており[2]、作中での時間経過も明確ではない。

### コンシューム大陸

#### セグア王国
ニンテルド帝国と大陸の覇権をめぐって争っている。遊園地が有名で人気がある。気候は温暖。通貨単位はメセタ。セグア人は苗字＝名前というように表記される。
イサール＝ギア - 青い音速 -
声 - 岡本信彦、橘田いずみ（子供時代）
身長174cm。体重68kg。6月23日生まれ。第1部の主人公。バイトの数は4つだったが、完全版では2つに変更された。
セグア人のキラー。身体能力がとても高く、特に脚力は「ソニック」と言われるほど強いが、泳ぎはあまり得意ではない。好物はチリドッグ。
非常にまっすぐで、一度走り出したら止まれない性格。幼い頃に非戦闘地域のマクスリ村に疎開した。故郷を滅ぼしたニンテルド帝国への復讐を誓うものの一歩を踏み出すことが出来ずにいたが、ティルに活を入れられたことと彼の死を切っ掛けに奮起。セグア軍に志願した。
「青い音速」という異名だが、1度だけ「ブルーソニック」というルビが振られていた。
第3部からは靴を履いている。それまでは布を巻きつけただけだった。上半身は何も着ていなかったが、第4部やアニメでは服を着ている。軽装の理由は本人曰く「スピード重視だから」。首飾りは母の形見。貴重な鉱物で作られている。
戦闘スタイルはアクション。生命子を回転させる動作が得意であり、これを利用した技を使う。高速移動中でも集中力と状況判断力によって冷静な状況判断を可能とするアクションによる眼力の強化瞬断（フラッシュジャッジメント）を持つ。ただし、完全版ではこの名称はなくなっている。
技
スピンチャージ
カイムラーの修行とトーファイの助言により編み出した必殺技。縦に回転させた生命子を全身に纏って突進する。本人は回っていない。技の発動までに若干時間が掛かり、隙も大きいがその分威力も大きい。空中で使うことにより、方向転換もできる。アニメのオープニングでは多くの兵をこの技でなぎ倒している。
スピンナックル
拳に小さなスピンチャージを発生させる改良版。スピンチャージと比べて威力は抑え目だが発動までの時間が少なく、両手を使い、連続して繰り出すことができる。
アリッサ＝ネル - 継承者 -
声 - 三森すずこ
身長160cm。体重46kg。3月21日生まれ。スリーサイズは83/60/83。雨が好き。バイトは2つ。キラーである父の名前はルッツ。連載前の構想段階ではスターシスという名前だった。
ギアの義妹。耳が長く、興奮するとさらに耳が立つ。
第3部での出番はないが、セグア軍には所属したままで、主に遊んだりしているらしい。第4部ではセグアの通信部隊に所属しており、服装もボンデージ風のものに変わった。また、性格も初期は大人しく気弱だったが、4部では気が強く物怖じしない性格へと変わっている。
普段の一人称は「私」だが、ギアと話す時だけ「ネル」になる。
戦闘スタイルはロールプレイング。また、超共感を持っている。
技
ネルクロー
ラムセスからやり方を教わり、右手に付けた爪にロールプレイングを行って威力を増大させた必殺技。本人はファイナルスラッシュ、ストームクラッチなどの技名を考えていたが、最終的にネルクローになった。
ザルファ＝オパール - 美しきシューター -
声 - 橘田いずみ
身長168cm。体重52kg。6月15日生まれ。スリーサイズは91/62/88。バイトは3つ。
セグア正規軍No.2の実力者。ツインボムと呼ばれる巨乳の持ち主。父はザルファ＝コイール。母はミス・セグアに選ばれたこともあるほどの美人であるメノン。
気丈な性格の持ち主で、非常に我慢強い。すぐ唇を触るクセと、「やだよ」と拒絶するクセがある。また、自分がうまいことを言ったと思うと居合わせた者に得意げに確認する習性がある。趣味はショッピング。生まれつきアトピー性皮膚炎で肌が弱い。前髪で右目だけ隠れているが、障害や秘密があるわけではない。耳飾りはプラチナ製で「16t」と書かれている。羽飾りは偽物の羽。
元は弓手だったものの、忌み嫌う相手に仕込まれた技術であったために負の感情による鈍りがあり、テジロフの薦めによってシューティングに転向し弓を捨てた。シューティングを教わった直後の戦いでは炸裂弾を併用していたが、それ以降は使っていない。試合では使っていないものの、E3の入場シーンでは弓を持っていた。
技
7WAYショット
何発分ものショットを指先に溜めて一気に放つ必殺技。彼女の驚異的な我慢強さがあってこそ成り立つ技であり、2発分でも全身から血が吹き出そうなくらいきついらしく、初めて使った時は反動で爪が剥がれていた。
ヘビーボム
集中できない状態でショットを放とうとしたためにエネルギーを収束できず、暴発させてしまった経験から編み出した技。暴発を局所で意図的に起こし、攻撃へと昇華させている。
ジェットエンジン
足からエネルギーを放出して加速するショットの応用。
コリス＝ラムセス - セグアの宝石 -
声 - 門田幸子
身長170cm。体重50kg。6月30日生まれ。スリーサイズは90/63/91。年齢は20代後半で、ギアとは7〜10歳（オフィシャルファンブックでは8〜9歳）ほど年の差がある。元々キラーではないが、連載中にキラーに設定を変更された。ただし、バイトはないままである。
セグアのために冷静に冷徹にことを進めることができるセグア軍の副将軍。基本的に物事を斜めから見たがる。口癖は「不服ですか？」。
給料のほとんどを宝石につぎ込んでおり、ピアス、ネックレス、指輪などの宝石は毎日替えている。
かつて練成魔道学院に在籍しており、テジロフの1年後輩でもある。魔法を連鎖させて発動する概念魔道連鎖を編み出した。
ギアの父であるアレックス将軍に好意を寄せていたが、それが原因で彼を死なせてしまったと思い、自分を責めている。惚れっぽい性格で練成魔道学院時代はテジロフに惚れていた。現在はギアに好意を寄せている。ミニコーナーなど、ギアが登場しないところでは露骨にギアに好意を持っている描写が目立つようになり、もはやお約束となっている。
趣味は宝石集めだが、宝石が壊れる瞬間を見ると心が安らぐらしく、自分で買ってきた宝石を鉄槌などで壊すというとんでもない趣味がある。
なぜ安らぐのかについては「副将軍としてセグアのために輝くことを放棄したいと心のどこかで思っているからかもしれない」と本人は言っている。
戦闘スタイルはパズル。宝石に生命エネルギーを備蓄することができる。あらかじめ準備しておくことで生命子を使わずにパズルを使えるが、一度使うと宝石は壊れてしまう。
技
魔道連鎖
生命子を込めた宝石によるパズルを連鎖させて発動する技。
マウア ティル
声 - 内山昂輝
セグア人の少年。ネルとともにギアの下で育つも、襲撃によって死亡する。
ハリス
声 - 丹沢晃之
セグア軍No.1の怪力。柱を振り回して戦う。
ソンダ
セグア軍の兵士。努力を怠らない性格で、かなりの負けず嫌い。アニメや完全版では登場しない。
マルクスが配管工から帝王に成り上がったことを聞き、幼い頃から帝王になることに憧れていた。
祖父であり、剣神と謳われるほどの強さを持ったバビラスの願いにより最年少でセグア正規軍となったものの、練習試合で23カ月間1度も勝てなかった時に自分の才能の無さに気付き、ドーピングに手を出してしまった。これにより、練習試合でエルモスを周りから「これはひどい!」と言われるほどに打ちのめしてしまう。
そばかすはドーピングの副作用によるもので、無理に摂取すると顔全体に現れる。
アレックス
声 - 小山力也
ギアの父。セグア軍の将軍で、決められないことはじゃんけんで決めようとする。
ステラ
声 - 氷上恭子
ギアの母。髪型などの外見はギアと似ており、ギアは母似であることがうかがえる。
ノヴィ
セグア軍の斥候部隊の一人。
サターナ・イツナ・セグア - セグアの若き女王 -
身長149cm。体重41kg。スリーサイズは78/58/76。CDキラー。
セグア王国の5代目女王。第4部からはメインキャラクターとして登場する。
本編よりも先にバトルラインに登場していたが、その時の名前は｢サターナ・イトゥ・セグア｣だった。
超空歩の達人。
サキラ
身長169cm。体重54kg。スリーサイズは91/60/90。
女王の側近であり、女王直属の近衛隊長。角ばったものが好き。
常に現実を見る性格で、イツナ以外には理屈っぽく、角の立つような言い方をする。
第4部までは影に徹して表舞台に立つことはなかった。イツナと同時期にCDキラーの改造手術を受けた。
イツナ同様、バトルラインで先に登場していた。その際の異名は八極燕隠流、現実の戦士（覚醒後）。
バトルラインシリーズや初登場時はつけていないが、途中からフェイスマスクを着用している。
技
鉄斬杭
ガドラ
セグア王。イツナの父。既に死亡しており、回想シーンでのみシルエットで登場する。

##### テロリスト
セグア城の爆破を計画していたテロ組織。オパールのかつての仲間。七部隊からなる。
コイール
組織のリーダー。オパールの父。自在に動かすことのできる先に刃のついた鞭のようなものが武器。この武器の操作はシューティングの一種だと言っていたが、ロールプレイングの要素もあるようである。
スパルタロン
切り込み部隊である一番隊の隊長。風を操り、木の葉で切り裂く攻防一体の戦闘術を使う。
ミランダ
医療部隊である二番隊の隊長。医療のスペシャリストで「ミス・フラスコ」の異名を持つ。
バビーチ
狙撃部隊である三番隊の隊長。オパールに弓の指導をしていた。9本連続打ちなどの特技がある。
クルーガー
潜入部隊である四番隊の隊長。戦闘力はパリンクロンについで2番手。ウルトラスーパービッグマキシマムグレートストロングシザースというやたら長い名前の大ハサミが武器。
本編では1コマだけの登場。
ポルポス
暗殺部隊である五番隊の隊長。暗殺者一家の老戦士。隊長とその息子2人　孫4人　ひ孫8人の15人で構成されており、統制がとれている。
本編では未登場であり、おまけコーナーでビジュアルだけ公開されている。
パリンクロン
戦闘部隊である六番隊の隊長。隊長の中で最も強い。背中に触手生物を寄生させており、訓練によって触手生物を自在に操ることができるようになった。
アイーダ2世
防衛部隊である七番隊の隊長。いつも怒った顔をしているらしいが、名前しか判明していない。

#### ニンテルド帝国
コンシューム大陸の最大勢力。名産品としてキノコや花、加工品ではクッキーなどが有名である。花札、かるたが主流だが、麻雀やトランプも盛ん。通貨単位はルピー。苗字と名前の区別は無い。
マルクス - 炎帝 -
声 - 斧アツシ
身長185cm。体重112kg。9月9日生まれ。年齢は不詳。26歳という説もあるが、ナイスミドルと呼ばれることもある。額にある「M」は4つバイトが組み合わさったもの。
ニンテルド帝国2代目帝王。ただの配管工から一代で帝王に成り上がった豪腕。
威圧的な巨躯と厳かな風格の持ち主で、曲者ぞろいのニンテルド帝国をまとめている。ありとあらゆるスタイルの能力を極めており、地面を踏みしめるだけで巨大なクレーターを作るなど、圧倒的な戦闘力の持ち主であることがうかがえる。トカゲのペット「ヨズー」を飼っている。コイン収集が趣味。
戦闘スタイルはアクションだが、ロールプレイング、パズルも使える。半年だけ練成魔道学院に在籍していたこともある。
ゼリグ - 全ての謎を解くもの -
声 - 子安武人
身長178cm。体重70kg。2月21日生まれ。年齢は25前後。牛乳とゲーム全般が好き。バイトの数は不明。過去に一人を吸収しているようだが、詳細は未だ明かされていない。
ニンテルド六将軍の筆頭にしてコンシューム大陸一の天才。自ら打って出る戦闘よりも策略を講じることを得手とするニンテルドの頭脳。
皮肉っぽく、人を食ったような態度を取る。左利き。バトルラインではペットの狼を飼っていたが、おまけコーナーでは鶏を飼っていた。楽器全般が得意で音感があり、指揮も上手い。
同じく天才と呼ばれているテジロフとトランプをするとしたらゼリグが勝つ可能性が高いが、スピードだったらテジロフが勝つ。
戦闘スタイルはアクション。マルクスと同じくマスター・シゲンの元で戦闘術を学び、ブーメランや爆弾、クローショットなど様々な道具を駆使して戦う。
技
ホークアイ
名称は異なるがギアの｢瞬断｣と同じ。
大回転斬
剣を大きく振るって斬りつける技。
グリージ - 王弟 -
声 - 狩野翔
身長205cm。体重115kg。9月14日生まれ。マルクスと同様、年齢不詳。額にある「L」は2つバイトが組み合わさったもの。
ニンテルド六将軍の一人で帝王マルクスの弟。優秀な兄にコンプレックスを持ち、比較されると激高してしまう。それからもわかるようにメンタル面に欠陥があり、ブレーキが効かない性格と揶揄される。能力そのものは決して低くなくむしろ良い方で、身体能力は兄より高い。目立つことに並々ならぬ意欲を燃やし、いつか主役になりたいと思っている。
ファーエ - ミス・リセット -
声 - 平田由季
身長168cm。体重49kg。4月20日生まれ。スリーサイズは86/61/88。年齢は23くらい。命中率の良い武器が好き。連載前の構想段階ではマリヤという名前だった。
ニンテルド六将軍のひとり。飛竜にまたがって戦う冷静沈着な女将軍。
うまくいかなかったら何度でも何度でもやり直す根性の持ち主。座右の銘は「命を大切に」。
他のキャラクターと比べると数少ない常識人でツッコミ役。
戦闘スタイルはシミュレーションロールプレイング。
マーサ - 超能力少年 -
身長157cm。体重52kg。8月27日生まれ。年齢は10代前半。歌とママの手料理が好き。宇宙人が感動して戦意を喪失するレベルで歌がうまいらしい。
ニンテルド六将軍の超能力少年。母とは幼い時に死別。母が死ぬとき「最期まで泣くんじゃない」と言われ、それ以降一度も泣いていない。母が今でも生きているような、自分にとって都合のいい妄想をいつもしている。
設定資料集では襟足が長く、結んでいたが、本編で登場した時には切っていたらしい。
戦闘スタイルはロールプレイング。様々な超能力を使って戦う。武器は彼曰く｢さいこうのバット｣。自称、現代風ロールプレイングであり、ロボットの操作なども得意。
技
PSIファイヤー
火球を放つ。火球の大きさや威力はある程度調整できる。
PSIサンダー
雷を発生させる。強化版と思われる「PSIサンダーγ（ガンマ）」、自在に操れる「Ω（オメガ）」という技も登場している。
PSIオフェンスアップ
武器を強化して威力を上げる技。防御力を上げる「PSIディフェンスアップ」も存在する。
PSIビーム
生命子を超凝縮させた強力なビーム。簡単には打ち消せない。
PSIブレインサイクロン
生命子を浸透させたロボットなどを操る技。
PSIマグネット
磁力を操る技。
PSIスターストーム
生命子を全て使い切って発動するマーサの究極奥義。宇宙から巨大な隕石を落とす。
カーヴァイ - 無限の戦士 -
声 - 宮木南美
身長162cm。体重45kg。4月27日生まれ。スリーサイズは88/60/88。20歳前後。バイトは額に楕円形のものが2つと、その下に逆三角形のものが1つある。
カーヴァイはゼリグがつけた通称であり、本名はポロロ。
ゼリグに才能を見出され、ニンテルドの将軍になった少女。純粋なニンテルド人ではなく、現在はなくなっている島国の研究所出身。大食いで好物はトマト。ダンスや歌も好きだが、歌うと周りにダメージを与えるレベルの音痴。
その天真爛漫ぶりは勝っても驕らず負けても腐らない、とゼリグに評される。あまり頭が良くなく天然気味であるため、突拍子のない行動や何よりも食べることを優先する姿は仲間にもあきれられている。
鍋に適当に食材を入れるめちゃくちゃな料理をするが、意外とおいしいらしい。
また、作画のクリムゾンがロッテ Fit's ダンスコンテストに彼女が踊る動画を投稿したところ、第2位に選ばれた。
戦闘スタイルはアクション。主にハンマーを使って戦う怪力の持ち主。また、最後に教わった他人の技を一つだけ完璧にコピーするという特殊能力がある。
サーロイド - 仮面の女 -
身長175cm。体重58kg。8月6日生まれ。丸くなること、脱ぐこと、クラゲが好き。
潜入を得意とする。ヘルメットをいつもかぶっている仮面の女。基本的に無口。
公式ファンブックで素顔が判明しており、トップ絵でも素顔が見られた。
フォスタ - ニンテルド空軍 -
身長177cm。体重73kg。動物が好き。
ニンテルド空軍のNo.2。借金が結構あるが、これは父親のものであり、周りには自分がギャンブルで作ってしまったものだと言っている。
ニンテルドで誰よりも早く立体的な空間を有効に使った戦闘訓練を重ねており、全方位型戦闘(オールレンジモード)の天才と称される。
戦闘スタイルはシューティング。作中で唯一、CDキラーではないが多角形障壁の使えるキラー。
技
ブラスターショット
ロックオンしてから放つショット。1度ロックオンした相手を追尾する。
ドル・ディゴルグ - 伝説の豪腕 -
身長290cm。体重240kg。
圧倒的な腕力を誇る、元・ニンテルド将軍。当時のニンテルド最強のキラーであり、マルクスも目標としていた人物だったが、イリーガルパイレーツのデッドコピーによって力を吸い出され、殺害された。
技
ジャイアントビート
拳から大きなエネルギーを放つ技。エネルギーが乱れている場所があり、ここが弱点。
ジャイアントスラップ
地面を叩いて前方に地を這う衝撃波を飛ばす技。
ディゴルグ・ジュニア
ディゴルグの息子。父を殺された復讐のためにイリーガルパイレーツに挑むも、自身もまた力を吸い出され、殺害された。ディゴルグと同様の技を使うと思われる。作中ではジャイアントビートのみ使用。
ドド＝ガシュマ
マーサと幼馴染の少年。マーサのことを「マーサちゃん」と呼ぶ。前髪で目が隠れている。本編で名前は出てこなかったが、感想のお便りで読者に提案されてこの名前になった。
リリ＝ガシュマ
マーサと幼馴染の少女。巫女のような格好をしている。ドドと同じく、読者に提案されてこの名前になった。

##### くさむら
サジレウスの子供である151人が暮らしているニンテルド南部の地方。
ここに住む者達は戦闘スタイルとはまた別の不思議な力を持つと言われており、マーサに少し技を教えてもらっている。
住民がつけているネックレスは兄弟の証。住民は元々ナルアー人。バイトは額に1つあることが多い。
サジレウス - 千の手を持つ男 -
身長189cm。体重83kg。女と皆既日食が好き。
コンシューム史上最高のプレイボーイ。シーズンごとに女をとっかえひっかえして151人の子供を残しているが、他大陸にはもっと多くの子供がいるという噂もある。本人もキラーであり、異母兄弟である子供達も全員キラーの血を引いている。
本編ではシルエットしか登場しておらず、バトルラインで先に登場している。コンクエストではセリフも存在する。また、シルエットの時はキャップを被っていた。
ユゥ - 一族最高の遺伝子 -
身長164cm。体重42kg。スリーサイズは85/59/80。
151人兄弟の長女であり、ユゥクゥの双子の姉。人前に出るのが苦手。かくれんぼが好き。
念動力を使ったり、対象を瞬間移動させることができる。イリーガルパイレーツ討伐のメンバーの候補にもなっていた。
ユゥクゥ - 一族最強の遺伝子 -
151人兄弟の長兄であり、ユゥの双子の弟。姉と違って気性が荒い。いつの日かくさむらの住民の名を世界中に轟かせるという野望を持っている。
瞬間移動や目が合った相手を一瞬だけ動けなくする超能力が使える。
技
シャドー弾
両手で黒いエネルギー弾を放つ技。
リュカイー - ニンテルドの秘密兵器 -
151人兄弟の一人。寒いのは苦手。元々リュカインという名前だったが修正された。151人兄弟ではユゥ、ユゥクゥに次ぐ実力の持ち主。
同母兄弟としてリュハイーとリュミニーという妹がいる。
ピリカ - でんこうせっか -
151人兄弟の最年少の少女。他の兄弟と比べて戦闘面で優れているわけではないが、かわいいと評判。バトルラインでのセリフは平仮名だったが、コンクエストや本編では普通に話している。
マダツエリ
コーリング
ギドラスと同母の弟。兄と違ってかなり弱く、戦闘は全くできない。
ギドラス
なかなか高い攻撃力を持ち、凶暴。雷は勘弁して欲しい。
リプリス
スタンリー
不思議な力をそこそこ使える。表情が硬く、何を考えているのかわからない。
ケンロウタ
特に弱点がない安定感のあるファイター。
スクライル

##### イリーガルパイレーツ
マジュゴンでディゴルグの力を奪った偽ディゴルグによって組織された盗賊団。ニンテルド軍を装って活動している。バトルラインでは「イリーガルP」コンクエストでは「Iパイレーツ」と略されることがある。
偽ディゴルグ
コンクエストのストーリーモードではラスボスになっている。また、「パイレーツ・ディゴルグ」として英雄カードが登場している。
偽ディゴルグ・ジュニア
偽ゼルバルー
マジュゴンによりゼルバルーの力を吸い取ったIパイレーツの幹部。たまに｢絶好調（ガスト・ノッチ）｣など、特殊な言語を話す。
戦闘スタイルはシューティング。元々はナルアー王国でも屈指の強さのシューティングだった。
技
バキューラシールド
ゼルバルー独自のフォースフィールド。例えショットを256発受けても破壊できない最強の硬度を誇る。
偽ダッシュ
マジュゴンによりダッシュの力を吸い取ったIパイレーツの幹部。自称七色の技を使いこなす戦士であり、レインボーと名乗る。
戦闘スタイルはコマンド。
技
空中拳動波
空中で放つ拳動波。
ホーミング拳動波
オリジナルよりも速度は劣るが追尾性能を付けた拳動波。
空中拳竜昇
空中で放つ拳竜昇。真上に向けて放つアッパーという印象が強いが、他の方向にも放つこともできると思われる。
偽ギララッガ
主に敵勢力を味方に引き入れる役を担当しているIパイレーツの幹部。
ゼルバルーと同じくナルアー王国の優秀なシューティングだった。
隊列をガッチリ組んだ後に不規則な動きでかく乱する戦法を得意としている。
コンクエストで登場したキャラクター。その際の異名は- 侵食蟲 -。後に完全版でも登場したが、冒頭でギアに倒されたためセリフはなく、2コマしか出番はなかった。

#### エリール共和国
鉄鋼が盛んな国。錬金術を使った書籍も評判がよい。名産品は多種多様なナッツ。ほとんどの人がピアスをつけている。通貨単位はゴールド。
ミョムト＝ユーティ - 勇者 -
声 - 河西健吾
身長180cm。体重88kg。5月27日生まれ。バイトは4つ。髪の生え際にあるのであまり目立たない。第2部の15年前に8歳でカーランドと戦っている。右利き。木の実が好き。連載前の構想段階ではドラグゥという名前だった。
コンシューム大陸で唯一の勇者と呼ばれるキラー。楽器の演奏も超一流でコンサートも数回行っている。特に笛と竪琴の腕は超一流。その人気度は彼のコンサートのチケットを求めて徹夜の行列ができたり、チケットを抱き合わせ販売する業者が出るほど。特に3回目の公演は行列がすごかった。また、楽器の音に生命子をのせることで聴いた者を眠らせたりするなど、音楽そのものを武器にすることもできる。他にもダメージを与えたり　体力を回復させたり生命子の活動を活発にさせたりすることができるらしい。
基本的に無口で、ほとんど「はい」か「いいえ」しか言わない。その理由はオーラがすさまじく、彼を前にした人間は「はい」か「いいえ」で答えられるような質問をついしてしまうかららしい。
戦闘スタイルはロールプレイング。クリスタルと共に二大ロールプレイングの一角と呼ばれるほどの強者。
王者の戦闘平衡力（ゲームバランス）と呼ばれる他の誰もが持ち得ない感覚を持つ。使用している剣は「王空の剣」。相当硬い特殊な金属（オリハルコン）でできているらしい。
派手さはないが強い基本にして王者とされており、第2部では特別な技を使わなかったが、第3部では2つの必殺技を使っている。
技
凍てつく波動
鋭く変則的な波動を放つことで生命子の動きを凍結させてかき消す技。ゼリグが｢あえて言うなら｣でつけた名前。
スーパーハイボルテージ
瞬間的にテンションを高めて技の威力を10倍近く高めるミョムトの必殺奥義。
ギガスパーク
ミョムトの技の中でも最大火力を誇る雷光の剣技。もう1つの必殺技。一撃を防いでも後から無数の光弾が襲ってくる。
パトリー＝シャビア - 勇者の馬 -
声 - 楠浩子
身長165cm。体重50kg。2月11日生まれ。スリーサイズは94/63/86。キラーの血を引いているが、バイトはない。
ミョムト一行の馬車をひっぱる怪力少女。ミョムトのことが好き。割と寝言を言うタイプ。寝るときは裸。
SMの女王様のような格好をしているが、本人はマゾヒスト。作画のクリムゾン曰く、普通の衣装だと馬車を引っ張っている姿がかわいそうに見えるのでこのようになったとのこと。この服はミョムトが選んで着せている。
マノス＝ピア - 勇者の付き人 -
ミョムトに付き従うマネージャー的存在。ミョムトのことをボスと呼ぶ。
肩にアザがあるが、このことを知らない読者が気になって本編に集中できないだろうという配慮により作中では描かれていない。
完全版で登場した後に前髪などが少し変更された。
戦闘スタイルはアドベンチャー。
イブリル
声 - 山本正剛
「光の教団」の教祖。罪のない人々を奴隷として働かせ、最終的には世界征服を目論んでいる。

#### スロヴィア
エリールと同じく鉄鋼が盛ん。技術力はコンシュームで最高のクオリティと言われている。通貨単位はギル。
クリスタル＝エフェレフ - 究極王女 -
声 - 鳴海杏子
身長171cm。体重54kg。12月18日生まれ。スリーサイズは93/63/90。バイトは6個。第4部ではミゴルと共に主人公という位置づけになっている。
スロヴィア4代目王女であり、第4部で女王となった。スロヴィア王国史上最強という噂も上がっている優れたキラー。
父親似。趣味は一人ファッションショー。容姿端麗で頭脳明晰。おしゃべりが好きで口数も多く、内面は少女的な繊細さから脱し切れていない。
戦闘スタイルはロールプレイング。ミョムトと共に二大ロールプレイングの一角と呼ばれるほどの強者。
技
ブラッディファング
槍や大剣で斬りつける技。振り下ろした武器が巨大な牙のように見える。
フェイタルヘブン
詳細不明。
メティオストーム
岩に生命子を伝達させ、隕石のように降らす技。
エンドオブソウル
ロールプレイングにより、小枝でさえ鋼鉄を切り裂く刃に変えてしまうクリスタルの奥義。
アルティメットプレイング
クリスタルがミョムトを倒すために編み出した究極奥義。魔粘土に生命子を注入して召喚獣などを形成する。
ただし、召喚獣自体はスロヴィアの伝承上の生物のようなもので実際には存在しないらしい。
1度目は巨大なドラゴンを形成し、自分自身がその中に入って戦った。
2度目は複数の魔粘土に自分自身を象らせて分身を生み出した。この時は「アルティメットプレイング ナイツオブラウンド」と呼んでいる。
ブリッツレイン
複数のエネルギー弾を放つ技。全弾当たれば威力はブラッディファング、メティオストームよりも上。

ヤヤ＝バルレオス
声 - 諏訪ななか
身長163cm。体重49kg。2月9日生まれ。スリーサイズは81/61/77。好きなものはころころ変わる。
クリスタルの親友。幼い頃からとても仲がよい。数少ない飛竜乗りの一人でもある。尻軽で主体性がなく、常に強い者のほうにつく蝙蝠女。
公式ブログに不定期更新の「ヤヤの爆弾発言」というコーナーがある。
戦闘スタイルはロールプレイング。杖などを強化して戦うのが得意。
「あえて選ぶとしたらもっともキライなキャラクター」ランキングで投票数の半数以上を獲得しての1位に選ばれている。
アリシテッド＝スレイド - 秘めたる憤怒 -
身長171cm。体重54kg。9月2日生まれ。日曜日が好き。読者からはよく性別を間違えられるが、女性である。
クリスタルの親友であり右腕。幼い時から常に競いあっていたライバルでもある。非常に上昇志向が強い。
戦闘スタイルはロールプレイング。
カーランド＝エフェレフ
声 - にわなつみ
先代のスロヴィア王女。クリスタルの母。バイトは1つ。絶対的な力を得るために最愛の夫を吸収しており、最強に固執しているのはこのことも大きく関係している。
ベリジア＝エフェレフ
カーランドに瓜二つのクリスタルの双子の姉。生まれながらに心臓に欠陥がある。クリスタルと同じ技である｢メティオストーム｣が使える。
セブーナ - 進化する英雄 -
声 - 久木田かなこ、土方蓮奈（幼少期）
身長170cm。体重53kg。スリーサイズは86/62/88。公式設定で性別不明とされている。本名はマチルタ＝ガッサーナ。バイトは6つの線が重なって二重の▽の形になっており、1つに見えるが実際は6つ。
特技は"誘惑"。何者にも縛られない自由な存在。美しいものであれば、男でも女でもどっちでもOK。嫌いなものはアリ。
クリスタルを心から慕い、支えている親友。ヤヤやアリシテッドとは違いその身命を彼女にささげている。
戦闘スタイルはロールプレイング。武器は「神殺しの鋸刃（チェーンソー）」。戦いはいつもひらめき重視。兵士を魅了させて操っている描写があるが、セブーナ固有の特技で催眠術のようなものであり、ロールプレイングとは関係ない。
技
暴君傀儡
究極召喚（アルティメットプレイング）により巨大な人形を操る。元はセブーナの兄バダーカタの技。
グランドスラム
強力な打撃技。元はセブーナの兄ラバハーキの技。
エナジースティール
歪曲した波動を飛ばし、通過した相手の生命子を削り取る技。武器も通過するため、防御するのは難しい。元はセブーナの兄クジンハーの技。
千手観音
手から無数の触手を生やして攻撃する。元はセブーナの兄ラクチュの技。
熱死縛
詳細不明。元はセブーナの兄ウキウトの技。
雪月花斬
詳細不明。元はセブーナの兄シヴァの技。

ゲツゴー
声 - ゲッツ
バストーユ監獄でクリスタルの戦闘訓練に使われた死刑囚。武器は鋼の鎧を真っ二つにするほどの大きな剛剣。

##### 元老院
スロヴィアの政治を行っている機関。
- バンデラス
- メルキデス
- ベルゼディア
- フェンリケ

#### ハビド共和国
火薬技術が進んでおり、鉄道も整備されている。黒と黄色の瞳。和風。通貨単位は万円。セグア同様、苗字＝名前の表記である。
キチョウ＝カズオ - 侍社長 -
声 - 酒井俊輔
身長181cm。体重79kg。10月26日生まれ。夏が好きで冬は嫌い。青色、女湯、独占することが好き。
剣の腕も優れているが、鉄道会社の社長でもある。切れ者であるが「うんこ」みたいな低俗なギャグも結構好き。
隈取風の化粧をしているが、おしろいはしていない。化粧は本人がかっこいいと思ってしている。作中で1度だけ落としているが、またすぐにし直したらしい。
戦闘スタイルはロールプレイングであり、和風ミョムトと呼ばれているが、本人はこのレッテルに納得していない。使用している刀は「勇気の太刀」。
技
飛燕脚
移動力に特化した訓練と特製草履へのロールプレイングにより高速移動を可能とした技。
奥義 打々地
特製の鞘に収めたままの刀に許容量を遥かに超える生命子を込めて相手に叩き込む技。強力な反面、使用者にも反動があり、全身から血が噴き出る。独特の効果音が特徴。
バクドウ＝シロコ
身長157cm。体重46kg。スリーサイズは88/62/86。キチョウより2歳くらい年下。キラーだがバイトはない。
キチョウの秘書的存在。爆弾作りに秀ており、そのため爆弾テロ関係者として幽閉されていたが、トンネル開通工事を行おうとしていたキチョウの司法取引によって解放されたという過去がある。

#### デコルアン
独自の風変わりな文化を持つ。主食はしいたけ。デザートもしいたけ。戦争時の保存食は乾燥しいたけ。主食をしいたけにしたのはミスターFという人物らしい。ギリシア神話風な服装が多い。色々な部族が混ざり合っているため、名前の表記は統一されていない。後に国としては解体された。通貨単位はギルバート。
アシモフ・イースト - デコルアン領主 -
身長200cm。体重140kg。
デコルアン領主。バイトは1つ。
コンシューム大陸の争いからは一歩引き、独自路線を貫く。好物はしいたけ。
作中で戦う場面はなかったが、戦えばそこそこ強いらしい。デコルアンジャンプと言われる重力を無視した動きは誰にも真似できない。
アカギ・イースト - NONSTOP RUNNER -
身長167cm。体重48kg。スリーサイズは77/58/76。バイトは3つ。バグを患っている。
アシモフの妹。走り出したら止まらない。元々の服装は全身タイツだけだったが、完全版に伴ってその上に自由の女神風のローブを着ている。ヘルメットや全身タイツは病気の進行を遅らせるためのものらしい。
戦闘スタイルはアクション。設定の変更でセンス系の能力はなくなり、超共感も持っていない。武器もフック付きのロープからモーニングスターに変更された。この武器の名前は「グレートラグタイムショー」。
ハーキュリー　- 不死身の男 -
身長315cm。体重240kg。6月12日生まれ。年齢は200歳前後。高いところから飛び降りるのが好き。
アカギの部下。強靭な肉体を持つデコルアンのキラー。
戦闘スタイルはアクションのように見えるがロールプレイングが得意。棍棒を持っている。
ブロックス　- 鋼の賞金稼ぎ -
アカギの部下。｢がが〜｣が口癖。「配慮」によりジグージの代わりに登場した。
ドロシー・プリン
身長158cm。体重45kg。スリーサイズは85/63/84。額にあるのは目ではなく、バイト。昔は気にしていたらしいが、今は気に入っている。
デコルアン出身のパズル使い。練成魔道学院の卒業生。元・占い師（タロット占い）。よく語尾に「ですぅ〜」をつける。後付けでいろんなことを言ってくる。服はちょっとしたはずみでよく脱げてしまう。コンクエスト、第4部から服装が変わっている。
識字率も低く知識人の少ないデコルアンにおいて数少ない有識者なため、いろいろな仕事を任されている。
第18回E3ではプルルとヴァイズのセコンドをしていたが、同郷のハーキュリーが参加していると知り、彼のセコンドもすることにした。
ジグージ
アカギの部下。知略を得意とし、タバコを吸っていると頭の回転が速くなる。顔色が少々悪い。後の修正で役をブロックスに置き換えられた。一応、デコルアンの住民として小さく1コマだけ登場している。
トリパ三兄弟
「にょきっ」と現れた風変わりな三人組。好きなものはルーレット。デコルアン出身ではないが、逃亡生活中にデコルアンで倒れたところを救われ、住民となる。
戦闘スタイルはアクション。
サントース
かなりのタフガイ。「げろげろ」が口癖。顔が大きい。
ムロマチ
常に斜めに傾きがち。クナイが武器。全身タイツで兜を被っている。
ローズメイン
羊の呪いにかかって羊っぽくなった。ホモという噂もある。

#### タトランド
統治者イ・ベイザーにより、かつて大陸を席巻した。
イ・ベイザー - 伝説の侵略者 -
声 - 大友龍三郎
身長180cm。体重67kg。年齢は軽く100歳をこえている。額に凸型のバイトがある。
かつてコンシューム大陸を席巻した伝説の侵略者。第1回E3の覇者でシューティングの創始者。
いつも周りに侍らせているのは身の回りのお世話をするイベイザーガール。全員で55人いるらしい。イ・ベイザーから一番気に入られていて、傘を持っている子はユフォ。
ざっくり言うと自分が右を向いたら右を向くような子が好み。
バグにかかり、力が全盛期の半分以下に衰えたことから自分が避けてきた殴り合いで人生の終止符を打とうとした過去がある。
伝説と呼ばれていたのは伊達じゃなく、力が衰えた後のただのショットでも必殺技と思われるほどの威力を誇る。
技
防御陣（トーチカ）
自分を囲むように円形の壁を出現させ、敵の攻撃を防ぐ技。イ・ベイザーのフォースフィールド。
拿護矢撃ち（なごやうち）
接近してきた相手を回避し、至近距離で射撃するカウンター技。
閃虹弾（せんこうだん）
全身全霊最大最強のショット。
ヴァイズ・ブル - 呪われし兄弟（兄） -
声 - 大下孝太
身長184cm。体重91kg。バイトは2つ。
タトランド最強の戦士。甘い物全般が好き。最も好きなものは黄色いキャンディー。キャンディーを食べたあとはちょっとやる気が出る。
本編では語られていないが、さらわれた恋人を救出するために「竜の呪い」という秘術を使い、禁断の力を手にした。しかし、たどり着いた頃には恋人はもう死んでおり、世を儚んでか、いつもストローを咥えてシャボン玉をふくようになる。
いつもストローを咥えているので目立たないが歯がかなり鋭い。
戦闘スタイルはアクション。後に練成魔道学院でパズルも学ぶ。武器は斧のような形状のレインボーシックル。
技
竜咬斬（かぶりつき）
レインボーシックルを振り下ろして衝撃波を放ち、地面をえぐる技。
ファイアーバブル
いつも咥えているストローから出したシャボン玉に濃縮したエネルギーを込めて爆発させる技。
バブルプリズン
超硬質の大きなシャボン玉を出す技。相手を閉じ込めたり自分を包んで防御に使ったりできる。テジロフのオボロナと同質だが、薄いために1分程度で破裂する。
ボイズ・ブル - 呪われし兄弟（弟） -
声 - 對馬芳哲
202cm　104kg
ヴァイズの弟。兄より好戦的だが戦闘力は劣る。かなりの酒豪。拷問が得意。完全版では頭巾被っている。指が長い。兄のヴァイズと同じく恋人をさらわれ、彼は酒を呑むようになった。
D･フィッシャー
声 - 安元洋貴
身長267cm。体重290kg。魚介類が好き。
人の三倍の横幅を持つ巨漢。師匠は伝説の侵略者であるイ･ベイザー。本編では登場していないが、D･フォークという娘がバトルラインシリーズに登場している。
戦闘スタイルはシューティング。武器はCRUSTY HAMMER。
技
アーム
D・フィッシャー独自のフォースフィールド。体全体に薄い膜を張って攻撃を防ぐことができる。

#### ナルアー王国
コルトナ教国と並び大きな影響力を持つ中立国。第18回E3から20年前に未曾有の食糧難に襲われ、移民船バベル丸で数万人をガンプに移住させた。
ギョウザ、ピザ、さくらんぼがおいしいことで有名。ギョウザフェスティバルには毎年多くの人が訪れる。通貨単位はガルド。
パクノス
ナルアー王国の国王。本名はパクノス・N・バーグマン。かなりの大食い。高齢で100歳以上と言われているが、イベイザーより20歳ほど年下。かなり若作りしている。
口癖は「ドッと」。バイトは額から鼻の先にかけて6つある。目の下にある点はバイトではなく刺青。額のマークは不明。
ランコ＝ワジュン
声 - 芝尾よしこ
身長163。体重46kg。スリーサイズは80/59/81。しりとりが好き。
E3の司会兼レフェリー。自身もそれなりに強いキラーである。バイトは1つ。
「が」や「わ」を強調して実況するのが特徴的。司会の時は普通に話しているが、普段は口が悪く、「うるせーな」のような口調で話すらしい。
アニメDVDの特典映像にも登場している。
ホーリー・ダグド
設定資料集で確認できるが、名前と練成魔道学院への留学生だということ、生命エネルギーを対象に送り込み破裂させることしかわかっていない。

#### ガンプ連合
国民皆兵制の傭兵の国。とくに徒手空拳の戦闘術に長ける。国内にはいたるところに牛がたくさんいる。そのため肉料理の味は大陸一と評判。お土産には風車が人気。先住民はレムリア人、ナルアーからの移民はナ系人と呼ばれる。苗字＝名前の表記である。
ツウ・トーファイ - ガンプ最強の「戦士」 -
声 - 野崎紘夢
身長173cm。体重57kg。スリーサイズは100/69/93。
最近頭角を現してきた徒手空拳で戦う格闘戦士。若い女性ながら竹を割ったような性格を持つ求道者。幼少期に、強くなるためにナルアーからガンプに移住した。 印を結んで必殺技を繰り出すコマンドという戦闘スタイルを編み出した。
細かいことは気にしない性格でデッドコピーをデッドコプー、青い音速を青い遠足と言い間違えたりする。
技
拳動波、真・拳動波
手からエネルギー弾を放つ技。両足から大地のエネルギーをもらって放つことで威力を倍増させることができる。鳥に乗ったまま使ったことがあることから、必ず地面に両足をつけなければ撃てないというわけではないらしい。「真」は最大エネルギーで放ったもの。
拳竜昇、真・拳竜昇
拳動波の連打にじれて飛び込んできた相手を打ち落とす対空技。体をねじらせて威力を上げたジャンプアッパー。大地をしっかりと踏みしめ、ひきつけて打つことにより無敵の威力を得ることができる。「真」は擬似墨絵のようなエフェクトが特徴的。
修羅閃光
滑走するように残像を描きながら移動する技。回避にも使える。
旋風巻竜
風を巻き起こすような鋭い蹴りを繰り出す技。
ストライクブロッキング
前に出ながら瞬間的に力を凝縮させて相手の技を弾き飛ばす攻防一体のガード術。そのままではガードしきれないような強力な技に対して使うが、少しでもずれれば直撃してしまうリスクを持つ。
アン＝アイア - 吸精主 -
身長163。体重49kg。スリーサイズは88/62/89。
トーファイの幼馴染にして親友。同じ傭兵団に所属していた仲間でもある扇情的な女性。ナルアーからの移民。
戦闘スタイルはトーファイと同じくコマンド。武器は鎌。
ハーディ＝イガー
ナルアーからの移民。畑仕事をする傍ら、ナルアーからの移民が何の差別もなく暮らせるよう日が来ると信じ、そのためにナ系人の「ハーディ傭兵団」を結成。トーファイに生きる術を教えた。
カイムラー - 裸の騎士 -
普段は鎧に身を包んで戦っているが、たとえ鎧を破壊されても戦い続ける。この鎧は見た目の割に軽量で、1度攻撃を防げればいい程度らしい。
戦闘スタイルはアクション。槍の投擲が得意。ギアにアクションについて伝授した。本名はカイ＝ムラであり、カイムラーは通称である。
カイ・シイマ
カイムラーの妹。本編未登場。樽などの重たいものの投擲が得意。
バオランド - 無欠の出来損ない -
ハジャモルガ - 大型獣 -
アコヤ
巨大な体格の女性。体格に似合わず宙返りなどの身軽な動きもできる。バオランドの先輩
戦闘スタイルはシューティング。
ロクマ - 蒼い戦士 -
バトルラインで先に登場しているが、本編では1度名前が出ただけであり、姿が確認できるのは1コマのみ。缶ジュースが好き。相手の技を覚えることに関しては天才的なキラー。ガンプ研究所の用心棒のような存在。梟と狼を飼っている。
ワン・トーファイ
ツウ・トーファイの父。元は少し有名な格闘家だったが、自身のパンチ力が強すぎて拳を故障し、酒に溺れ、いつの間にか姿を消した。
ビクトー
アイアの叔父。

##### ガスファーデ海賊団
討伐に来た傭兵団を全て殲滅させている難攻不落の海賊団。ガンプ国本隊の500人規模の部隊も殲滅させた。
アルフォンゾ - 頭領 -

#### エストリア国
コンシューム大陸の西に位置する島。登場前はクェストリアという名前だった。バトルラインはここが舞台となっている。作中でここに所属している人物は「かぼちー」しか登場していない。
かぼちー
常に低姿勢で頭を下げてばかりいるが、時折、人が変わったかのような表情を見せる。

#### コルトナ教国
厳しい法律で統制されている中立国。スポーツが盛ん。本編で登場したキャラクターは現在存在しない。ニンテルドに休戦条約のお祝いを送っている。
リキッド
カデンシアでの活躍が認められ　本国に帰還した潜入が得意な戦士。

#### その他
存在のみ明らかになっている国。
アティルス
チューソフ
テクリア
フロッソム
アーキス
コーエル（コウエル）
イレビジ
アニメでのみ登場。冒頭でニンテルド軍と戦っている。
マピュータ
第2部の12年前にニンテルド軍と戦った人物。
マスター・シゲン
ゼリグやマルクスに戦闘術を教えた謎の人物。名前しか判明していない。
ギンボーサ
キラーやマジュゴンを開発した人物。シルエットしか登場していない。
スペルランサー　- 世界的探検家 -
世界を股にかけた冒険家。出身国は明らかになっていない。作中で触れられていないがキラー。バイトは額の上のほうにあり、帽子で隠れている。
大言壮語を掲げることが多い自信家の中年男。しかし小さな段差につまずくだけでリタイアしてしまうなど戦闘力は著しく低い。自分の村を救うため財宝発掘に挑んだ発掘団の唯一の生き残りで、遺跡探訪のさなかに「生き残るための道筋を見極める」能力に覚醒し、以後数多くの遺跡を制覇してきた。敵を力で打ち負かすことはしないものの、その場に応じた「時間稼ぎ」などの最適な選択を選び取ることができる、「絶対に生き残る」キラーである。
初登場は第3部だが、「第1回 蒼い世界の隅っこで」で名前と有名な冒険家であることが明かされていた。
技
レックレスピストル
ギアのしっぺくらいの威力を持つパンチ。
エヴィア
異伝に登場した女優。官能芝居の公演を許可して欲しいとゾルディア軍に依頼する。
ガリィ＝レジェンダ　- 格闘狼 -
身長170cm。体重56kg。スリーサイズは92/64/90。エジエオ島所属。物を空に投げることが好き。顔にある2本のラインが特徴。
第17回E3準優勝のキラー。登場後、デザインが全体的に変更されている。また、初登場時は「ガリー」だったが「ガリィ」に修正された。
ライン移動という得意技があるらしい。
技
燃力波
地面を殴りつけ、前方に地を這う衝撃波を飛ばすコマンド技。
燃力拳
低空を浮きながら相手に突進して殴りつけるコマンド技。
燃焼噴波
テングとナムライがガリィのために開発した自分がピンチに陥った時にしか発動できない超必殺技。燃力波と同じく地面を殴りつけて発動する。
テング
ガリィのセコンド。サングラスをかけており、鼻が長い。ガリィのことを「我が友」と呼んでいた。ガリィのため、ナムライと共に寝る間も惜しんで超必殺技のコマンドを開発しており、E3の試合直前に完成。なんとか試合前にガリィにコマンドを伝えた。また、この時ガリィに渡した紙をよく見ると「インド人を右に」と書かれている。
ナムライ
ガリィのセコンド。カチューシャをつけて髪を結んだ女性。コマンドを伝えるため、テングと共にガリィの控え室に訪れるが、入った直後に力尽きてしまう。

##### 練成（パズル）魔道学院
コンシューム大陸南西に位置する島にあるパズルを教えている学校。元々パズー魔道学院という名前だったが後に変更された。入学に年齢制限はなく、基本的に6年制だが、途中でやめても構わないらしく、そういう生徒も多い。
プルル＝アーバイン　- 太陽の魔道少年 -
身長160cm。体重53kg。12月1日生まれ。饅頭とカレーが好き。女にも見えるが、男。
テジロフ卒業後の練成魔道学院筆頭。イコルパ村の出身。村長であった父が死去したため、代わりに姉のピーチアップルが村長を継いでいる。
幼い頃テジロフに村を救ってもらい、それ以来テジロフのことを師と仰ぎ練成魔道学院でパズルを学ぶ。
戦闘スタイルはパズル。アクションやロールプレイングも使える。
技
シルバーソード
手の平から精製する銀武器。少しだがロールプレイングによる強化も行っている。
特製饅頭
魔道調理法で作った饅頭。これを食べると生命エネルギーを回復させることができる。
鉄腕砲撃
アクションで強化した腕で殴りつける技。
特性吸収シールド
自身の丈ほどの直径があるスライムのような弾力のあるシールド。衝撃を吸収できるが、吸収しきれない場合は弾けてしまう。

### カデンシア大陸

#### ゾルディア帝国
アイザイア・ミゴル
ゾルディアの少佐。常にサンバイザーを付けている。適合率No.1のCDキラー。第4部ではクリスタルと共に主人公という位置づけになっている。
ノソウ・ミゴルという叔父がいるが、作中で「ミゴル」と言われれば基本的に叔父ではなくこちらのミゴルを指す。
独善的かつ高慢な叔父とは違い、生真面目で実直、ひたむきに国益を考える有能な軍人。その青臭さのためか上層部との諍いも絶えず、過去にはその横暴に耐えかねて上司を半殺しにした「狂獣」とも恐れられている。
第5部にてBDキラーの改造手術を受け、BDキラー第一号となった。その際、手術の影響か、冷酷な性格になってしまう。
未開の村で衛生兵をしていた女性トリッシャとの出会いと別れを引きずっており、彼女の面影を残す記憶喪失の女性と出逢うことで心を揺らすこととなる。
技
ミッド・マッシー
両手でボール状のエネルギー弾を放つ技。長距離でも狙い撃つことができる。
バルザック＝オクスク - 破壊者 -
身長184cm。体重83kg。12月6日生まれ。CDキラー。
ゾルディア帝国の少佐。破壊を好む粗暴な性格のナルシスト。メリッサとは同期で幼馴染。物事を大げさに言う癖がある。
非常に好戦的で一度踏んだものを何度も踏みつけることに快感を覚え、立ち上がれない相手をひたすらいたぶるような残虐性を持つ。反面、自分が認めた相手には敬意を忘れず、ミゴルに心酔している無邪気な部分もある。
荒々しい印象が強いが、レポートを書いていたりメリッサの過去について語ったりする割と常識的な一面も持つ。本人のテンションの問題らしい。
戦闘スタイルはアクション。
メリッサ リッサ - 律動者 -
身長162cm。体重45kg。12月6日生まれ。スリーサイズは85/59/87。年齢は20歳前後。バイトは手の甲にある。一人称は「メリ」。
ゾルディアの少佐。ラップを好んで歌うがまわりにはうざがられている。バトルラインで先に登場していた。バルザックによく殴られる。
独特な口調は「メリ語」とも呼ばれる。本人の気分で言っているので特に決まりはないが、言葉の最後を「ム」や「ス」にすることが多い。「バルザッス（バルザック）」「ガンム（ガンプ）」など。
幼い頃はストリッパーである母を嫌がっていたが、ある出来事をきっかけに誇りに思うようになる。
アガワ ザザル - 継承者 -
ゾルディア帝国の少佐。CDキラー。連載中にデザインが変更された。なんでも短くまとめてしまい、どういう意味か聞くと長々と話し出す。
クルマ ツェリス - 具現者 -
ゾルディア帝国の中佐。口癖は｢リアルな話｣。CDキラー。ミニコーナーでのフルネームは「ツェリス＝カー」となっていた。
見た目はセクシーな女性だが、本当は演技派な10代の子役で、四人の中の最年少である。20代後半、30代にも見えるが、本人は二十歳だと強く言い張っている。だが実際はそれよりも若い。モルトカ大陸で人気らしく、それにより中佐になることができた。
トリッシャ
ボンヤサ自治区の前・町長の娘。作中ではわからないがかなり訛っている。
町長の娘だからといって傲慢な態度をとったりせず、炭鉱で働いている人達の治療や病人の看病を行っている。
作業の効率化のために炭鉱にゾルディアの家電製兵を導入しようと提案した。
炭塵爆発により発生した有毒ガスを吸い過ぎたために再起不能となるが、ゾルディアの技術により奇跡的にCDキラーとして復帰し、ゾルディアの医療部隊となる。その際、衛星兵3号という名前を与えられた。また、記憶を失っており、言語症を患ってしまう。医療班になってからはデフォルメされた猫の顔のようなバッグを背負っている。
タブー
ゾルディア帝国のコンシューム攻略部隊総督。
ノソウ・ミゴル
ゾルディアの少佐。アイザイア・ミゴルの叔父。自分を大物に見せようとしてやたらと難しい言葉を使いたがる。
レヒアル
ゾルディアの大佐。

#### ピシエ王国
マントル - 馬鹿力 -
作中で初めて登場したCDキラー。脅威のパワーを持つ。巨体の割にジャンプすることが好き。
CDキラーの施術はあまりに過酷なために少々頭の悪い彼が実験体として選ばれたらしい。
ニンテルド六将軍と競り合うほどの実力を持つが、相性の問題でゼリグには完敗している。
第4部では半身を機械に強化して登場する。
戦闘スタイルはアクション。
技
万地斬
大ジャンプし、着地する時に馬鹿力で斬りつける技。地面にクレーターができるほどの威力。半身を機械にしてからは「ハイパー万地斬」が使えるらしい。
ピケジ
ピシエ王国のキラー。骨付き肉が大好き。
戦闘スタイルはアクション。原始的な頭突きと噛みつきで戦う。
アルタイル
ピシエ王国のキラー。
戦闘スタイルはシューティング。溜めてショットするのが得意。
ルヒトー
ピシエ王国の将軍。劇画タッチ。
技
波炎拳
ロフィル
ルヒトーに伝達をしていた女兵士。かなり幼く見える。特に名前は決まっていないらしいが、あえて呼ぶのならロフィルだとされている。
ブルーガ - 空の牙 -
ピシエ王国のキラー。大剣が武器。常ににこにこしており、フキダシにも笑顔を意味する顔文字が使われている。
技
ブルーファング
ミロード - 魔画士 -
ピシエ王国のキラー。屈強な魔画兵の肩に乗っている。眼鏡をかけている。
技
G（グラヴィティ）スロー
槍の投擲による攻撃。投げるのは魔画兵。
ニーベルゲン - 漂流騎士 -
ピシエ王国のキラー。
技
虚空弾

#### レットブリス領
ギオナ＝レットブリス - お嬢様 -
CDキラー。世界のアイドルになるための第一歩として、他大陸からE3に参加。CDのバイトは左手の甲にある。領土の死刑囚304人を吸収している。

### モルトカ大陸
カデンシア大陸に匹敵するほどの規模が強大な大陸。この大陸ではツェリスが人気だったらしい。

### その他の大陸

#### ロルグ連邦
コンシューム大陸から少し離れた北にある極寒の地。過去に社会主義から資本主義に変わっている。通貨単位はルーブル。
アレクセイ＝テジロフ - 神の落し物 -
声 - 下野紘
身長194cm。体重94kg。4月4日生まれ。ロルグ人。エロいもの全般が好きで好きな数は「4」。生命子を扱えるが、キラーではない。
コンシューム大陸ではない北方の国（ロルグ）から来た傭兵。孤児になる前の名はアレクセイ＝ハリトノフ。
学院創設以来の革命児。格闘術、ブロック魔法、消滅魔法を組み合わせた戦闘スタイルアクションパズルを確立。彼を真似する学院生は多いが、彼を超える者は未だ現れていない。オリジナルにして最高の天才。
神の落し物と言われるほどの天才であるが、それが原因で家族から捨てられ、カリンカ修道院で暮らしていた。その後、才能を国に認められ、練成魔道学院へ留学する。
左耳につけているピアスはペントノワからもらったもの。4つのピースが磁力でひっついている。
得意武器は棒。この棒は鉄製で10kgくらい。表面は特殊な力でコーティングされてあり、熱にも強い。とはいえそれほど珍しいものでもなく、スペアを何本も持っている。
技
防御光壁（オボロナ）
頑丈な長方形の壁を発生させる技。本人は1日に7枚までしか出せないと言っていたが定かではない。一気に5枚を出現させ、相手を閉じ込めたりもできる。
アニメでは立方体のブロックを組み合わせてできた壁だった。
滅突（スメルテルニーウダル）
テジロフの必殺技。1日に1回しか使えないと言っていたが、これも定かではない。
基本は空中から棒を使って下にエネルギーを放つ技だが、地上で平行に撃ったり、投げた棒を垂直に落下させたりと幾つかのバリエーションがある。
4重防御光壁
三角の防御光壁4枚を三角錐状に重ねるテジロフ最大の防御技。
T-スピン
相手の攻撃を受け止めつつ　回転で叩きつけるカウンター技。
イリーナ＝ハリトノワ
テジロフの遠い親戚にあたる少女。ただし、本当に血が繋がっているかは不明。
彼の従妹ということを大々的に喧伝し仕事を得ていた傭兵。身の丈に合わない依頼を受けて窮地に陥ったところをテジロフに助けられ、以降は彼を「テジ兄」と呼び、サポートとして同行している。
練成魔道学院ではプルルと一緒に勉強していた時期がある。
ロシア帽の上に帽子を被っている。
タチアナ＝ペントノワ
何百人もの孤児が暮らすカリンカ修道院のシスター。28歳と思われる。孤児院で生まれ育ち、子供の時はテジロフほどではないが「天才」だと言われていた。
「性欲は生きる欲でもある」と考え、孤児院を明るくするために情欲的な言動や風貌をしている。修道服は自作。

#### アタリカ帝国
かつてコンシューム大陸を制覇していた国。悪戯に兵士の数を増やした影響から混乱を招き、後にアタリカショックと呼ばれるクーデターによって崩壊した。この事件の反省が、各国でキラーを生み出すきっかけとなった。国自体は現存している。外伝では超重量級でカラフルな「リグース」という圧倒的な性能を誇る戦艦でコンシューム大陸に宣戦布告しようとした。

### その他のキャラクター
ネコスタル
猫耳と尻尾がついた見た目はクリスタルの猫。公式ブログで特集されている。
なぜなにくん
完全版のおまけコーナー「蒼い世界の端っこで！」とメールマガジンにキノコ教授、おにぎり博士と共に登場するキャラクター。
キノコ教授
関西弁を話す。好きな食べ物はぶぶ漬け。
おにぎり博士
好きな食べ物は重箱にはいったおせち。

## 設定の変更点
※ストーリーに関わるもの、名称、キャラクターの服装や装飾品以外の外見の変更についてのみ記述する。

### 連載中に変更された設定
- トーファイが全くの別人に[10]
- ザザルのデザイン
- マノスのデザイン
- ガリー→ガリィ
- リュカイン→リュカイー
- サタレウス→サジレウス
- ツェリス＝カー→クルマ ツェリス
- ソルディア→ゾルディア

### 完全版に伴って変更された設定
- エスシ村→マクスリ村
- セグアの首都、オートリー→オウトリー
- センス系→超共感（オンライン）
- パズー魔道学院→練成（パズル）魔道学院
- アカギのセンス系能力がなくなった
- ヨズーがかなり大きくなっている
- ファーエの肩書き、ロード→ミス・リセット
- アクション＝氣動など、戦闘スタイルが漢字による表記もされるようになった
- ギアのバイトの数、4つ→2つ
- ギアの能力、瞬断（フラッシュジャッジメント）がなくなった
- ソンダが登場していないので必然的にバビラス、エルモスも未登場
- ジグージがブロックスに差し替えられた
- ラムセス、パトリー、ドロシーがキラーに

## バトルライン
『バトルライン』（BATTLE LINE）は、『蒼い世界の中心で』を原作としたカードシミュレーションRPGである。開発8-senses（Eight Senses、エイトセンシズ）。
詳細はバトルライン (コンピュータゲーム)の記事を参照のこと。

## コミックス

### 蒼い世界の中心で
1. ISBN 9784904277072
2. ISBN 9784904277089
3. ISBN 9784904277096
4. ISBN 9784904277102
5. ISBN 9784904277119
6. ISBN 9784904277126
7. ISBN 9784904277133
8. ISBN 9784904277140
9. ISBN 9784904277225

### 蒼い世界の中心で 完全版（マイクロマガジン社）
1. ISBN 9784896373387 （2010年5月28日）
2. ISBN 9784896373394 （2010年5月28日）
3. ISBN 9784896373431 （2010年8月30日）
4. ISBN 9784896373592 （2011年3月3日）
5. ISBN 9784896373608 （2011年3月3日）
6. ISBN 9784896373660 （2011年6月26日）
7. ISBN 9784896373776 （2011年11月27日）
8. ISBN 9784896373868 （2012年3月25日）
9. ISBN 9784896374179 （2012年3月30日）
10. ISBN 9784896374216 （2012年4月30日）

### その他
- 蒼い世界の中心で オフィシャルファンブック

1. ISBN 9784904277065 （2008年7月10日）
2. ISBN 9784904277263 （2009年12月25日）

- バトルライン公式ガイドブック ISBN 9784904277188

## テレビアニメ
2012年10月に第1話、2012年12月に第2話、2013年4月に第3話の全3話が、TOKYO MXにて放送された。

### スタッフ
- 製作総指揮 - クリムゾン
- 原作 - クリムゾン、アナスタシア・シェスタコワ（マイクロマガジン社刊）
- 監督 - 柳沢テツヤ
- キャラクターデザイン - 藤井まき、神田岳
- 総作画監督 - 藤井まき
- プロップデザイン - 宮豊
- 美術監督 - 海津利子
- 色彩設計 - 鈴城るみ子
- 撮影監督 - 笠井亮平
- 編集 - 櫻井崇
- 音響監督 - 辻谷耕史
- 音響制作 - ダックスプロダクション
- 音楽 - 岸本友彦
- プロデュース - エスウッド
- 協力 - マイクロマガジン社、マンガごっちゃ編集部
- アニメーション制作 - フィフスアベニュー
- 製作 - team クリムゾン

### 主題歌
オープニングテーマ「retrospective world」
作詞 - クリムゾン / 作曲･編曲 - 岸本友彦 / 歌 - ギア（岡本信彦）&テジロフ（下野紘）
エンディングテーマ「0と1の花」
作詞 - クリムゾン / 作曲・編曲 - 岸本友彦 / 歌 - オパール（橘田いずみ）&ネル（三森すずこ）

### 各話リスト
| 話数  | サブタイトル                          | 脚本                | 絵コンテ   | 演出     | 作画監督                                |
| ----- | ------------------------------------- | ------------------- | ---------- | -------- | --------------------------------------- |
| 第1話 | コンシューム大陸 厳しい（ハード）戦争 | クリムゾン 扶桑高雄 | 柳沢テツヤ | 近藤一英 | 神田岳、小宮山由美子                    |
| 第2話 | キラー                                | クリムゾン 扶桑高雄 | 柳沢テツヤ | 北川正人 | 古池敏也、猿渡聖加                      |
| 第3話 | ロストスター&KID                      | クリムゾン 扶桑高雄 | 柳沢テツヤ | 近藤一英 | 加藤洋人、神田岳 小宮山由美子、猿渡聖加 |

### 放送局
| 放送地域 | 放送局         | 放送期間       | 放送日時           | 放送系列         | 備考             |
| 第1話    | 第1話          | 第1話          | 第1話              | 第1話            | 第1話            |
| -------- | -------------- | -------------- | ------------------ | ---------------- | ---------------- |
| 東京都   | TOKYO MX       | 2012年10月20日 | 土曜 22:00 - 22:30 | 独立局           |                  |
| 日本全域 | AT-X           | 2012年11月9日  | 金曜 22:00 - 22:30 | アニメ専門CS放送 | リピート放送あり |
| 埼玉県   | テレ玉         | 2013年1月6日   | 日曜 25:00 - 25:30 | 独立局           |                  |
| 日本全域 | ニコニコ生放送 | 2013年3月9日   | 土曜 23:30 - 24:00 | ネット配信       |                  |
| 第2話    |                |                |                    |                  |                  |
| 東京都   | TOKYO MX       | 2012年12月27日 | 木曜 23:00 - 23:30 | 独立局           |                  |
| 日本全域 | ニコニコ生放送 | 2013年3月9日   | 土曜 24:00 - 24:30 | ネット配信       |                  |
| 埼玉県   | テレ玉         | 2013年3月31日  | 日曜 24:30 - 25:00 | 独立局           |                  |
| 第3話    |                |                |                    |                  |                  |
| 東京都   | TOKYO MX       | 2013年4月4日   | 木曜 23:00 - 23:30 | 独立局           |                  |
| 日本全域 | ニコニコ生放送 | 2013年5月31日  | 金曜 25:00 - 25:30 | ネット配信       |                  |
| 埼玉県   | テレ玉         | 2013年6月30日  | 日曜 24:00 - 24:30 | 独立局           |                  |

## WEBラジオ
『蒼い世界の隅っこで』は、2012年10月11日から2013年3月21日までHiBiKi Radio Stationで配信されたラジオ番組。毎週木曜日配信。パーソナリティは橘田いずみと三森すずこと高橋コータ。